# Chanté Dompig
Chanté Mary Dompig (12 febbraio 2001) è una calciatrice olandese, attaccante del Milan.

## Carriera

### Club

#### Gli inizi e il VV Alkmaar
Dompig inizia l'attività agonistica giocando nelle squadre giovanili del BuitenVeldert, società della Capitale Amsterdam per trasferirsi in seguito, giocando ancora nelle giovanili, al Telstar di Velsen.
Con la decisione del Telstar di unirsi all'AZ Alkmaar nell'estate 2017, per fondare il VV Alkmaar, Dompig è tra le calciatrici che rimangono nella nuova società. Inserita in rosa con la prima squadra, non ancora diciassettenne fa il suo debutto in Eredivisie, il massimo livello del campionato olandese femminile di calcio, il 22 dicembre, alla 13ª giornata del campionato 2017-2018, nell'incontro perso in trasferta per 2-1 con il PEC Zwolle. Alla sua prima stagione in campionato il tecnico Gideon Dijks la impiega in sole 2 occasioni, aumentate a 7 presenze, con una partita da titolare, in quello successivo sotto la direzione tecnica di Judith Kuipers. Con l'arrivo sulla panchina di Corina Dekker, che sostituisce la precedente allenatrice diventata commissario tecnico della nazionale delle Isole Cook, Dompig gioca con regolarità, maturando 12 presenze nel campionato 2019-2020 prima che questo venga sospeso per le restrizioni dovute alla pandemia di COVID-19.

#### Empoli
Durante la sessione di calciomercato dell'estate successiva, coglie l'occasione per giocare nel suo primo campionato estero, trasferendosi assieme alla compagna di squadra Anna Knol all'Empoli, per disputare la stagione 2020-2021 nel campionato italiano. A disposizione del tecnico Alessandro Spugna, debutta in Serie A, livello di vertice della piramide calcistica femminile dell'Italia, già dalla 1ª giornata, nella schiacciante vittoria per 10-0 sul San Marino, dove partecipa alla goleada con la rete per parziale 7-0 al 63'. Con l'avvicendamento tecnico e l'arrivo di Fabio Ulderici sulla panchina, la fiducia nell'attaccante olandese non viene meno, marcando 18 presenze e 5 reti in campionato alle quali si aggiungono le 4 con 3 gol in Coppa Italia, condividendo con le compagne al termine della stagione il 6º posto in Serie A, migliore risultato di sempre per la società toscana, raggiungendo i quarti di finale in Coppa.
Rimasta ad Empoli anche nella stagione successiva, il sostanziale rimescolamento dell'organico la promuovono secondo miglior marcatore dopo Asia Bragonzi, giunta in prestito dalla Juventus, in campionato, 4 e 7 rispettivamente i centri delle due attaccanti, ed è con una rete tra le artefici della migliore prestazione della squadra in Coppa Italia, le semifinali, eliminata di misura dal torneo dalla Roma. La stagione dell'Empoli è comunque complicata dal superiore livello medio delle avversarie rispetto alla precedente, non riuscendo ad allontanarsi sostanzialmente dalla zona retrocessione agguantando tuttavia la salvezza a due giornate dalla fine. L'apporto di Dompig viene sottolineato al termine della stagione ricevendo il premio come miglior giovane della stagione di Serie A, inoltre grazie alle sue convincenti prestazioni nel campionato italiano nel marzo 2022 riceve anche la sua prima convocazione con le oranje, nella formazione under 23. Tuttavia, a stagione oramai conclusa, l'attaccante olandese è vittima di un grave infortunio, la rottura del legamento crociato anteriore del ginocchio destro, che la costringerà ad avviare un periodo di riabilitazione prima di tornare a calcare un campo di calcio.

#### Milan
Rimasta svincolata dopo la cessione del titolo sportivo dell'Empoli al Parma, il 5 gennaio 2023 Dompig viene ingaggiata a parametro zero dal Milan, di nuovo in Serie A, con cui firma un contratto valido fino al 30 giugno 2025.

## Statistiche

### Presenze e reti nei club
Statistiche aggiornate al 5 maggio 2025.
| Stagione          | Squadra           | Campionato        | Campionato | Campionato | Coppe nazionali | Coppe nazionali | Coppe nazionali | Coppe continentali | Coppe continentali | Coppe continentali | Altre coppe | Altre coppe | Altre coppe | Totale | Totale |
| Stagione          | Squadra           | Comp              | Pres       | Reti       | Comp            | Pres            | Reti            | Comp               | Pres               | Reti               | Comp        | Pres        | Reti        | Pres   | Reti   |
| ----------------- | ----------------- | ----------------- | ---------- | ---------- | --------------- | --------------- | --------------- | ------------------ | ------------------ | ------------------ | ----------- | ----------- | ----------- | ------ | ------ |
| 2017-2018         | VV Alkmaar        | E                 | 2          | 0          | CO              | -               | -               | -                  | -                  | -                  | -           | -           | -           | 2      | 0      |
| 2018-2019         | VV Alkmaar        | E                 | 7          | 0          | CO              | -               | -               | -                  | -                  | -                  | -           | -           | -           | 7      | 0      |
| 2019-2020         | VV Alkmaar        | E                 | 12         | 4          | CO              | -               | -               | -                  | -                  | -                  | -           | -           | -           | 12     | 4      |
| Totale VV Alkmaar | Totale VV Alkmaar | Totale VV Alkmaar | 21         | 4          |                 | -               | -               |                    | -                  | -                  |             | -           | -           | 21     | 4      |
| 2020-2021         | Empoli            | A                 | 18         | 5          | CI              | 4               | 2               | -                  | -                  | -                  | -           | -           | -           | 22     | 7      |
| 2021-2022         | Empoli            | A                 | 21         | 4          | CI              | 6               | 1               | -                  | -                  | -                  | -           | -           | -           | 27     | 5      |
| Totale Empoli     | Totale Empoli     | Totale Empoli     | 39         | 9          |                 | 10              | 3               |                    | -                  | -                  |             | -           | -           | 49     | 12     |
| 2022-2023         | Milan             | A                 | 5          | 2          | CI              | 0               | 0               | -                  | -                  | -                  | -           | -           | -           | 5      | 2      |
| 2023-2024         | Milan             | A                 | 26         | 6          | CI              | 5               | 1               | -                  | -                  | -                  | -           | -           | -           | 31     | 7      |
| 2024-2025         | Milan             | A                 | 23         | 6          | CI              | 2               | 0               | -                  | -                  | -                  | -           | -           | -           | 25     | 6      |
| Totale Milan      | Totale Milan      | Totale Milan      | 54         | 14         |                 | 7               | 1               |                    | -                  | -                  |             | -           | -           | 61     | 15     |
| Totale carriera   | Totale carriera   | Totale carriera   | 115        | 28         |                 | 17+             | 4+              |                    | -                  | -                  |             | -           | -           | 131+   | 31+    |

## Palmarès
- Miglior giovane della Serie A: 1

2021-2022